# Ansamblul bisericii „Sf. Ioan” din Săsenii Noi

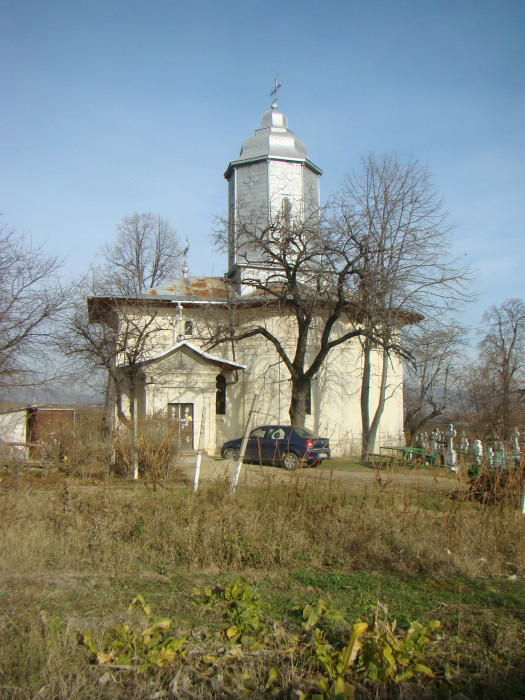
Biserica

Ansamblul bisericii Ansamblul bisericii „Sf. Ioan” este un complex de monumente istorice care se regăsește pe teritoriul satului Săsenii Noi, comuna Vernești, județul Buzău.
Complexul este inclus în noua listă a monumentelor istorice (2010) (cod: BZ-II-a-B-02479) și cuprinde două elemente, ambele datate 1841:
- biserica de piatră cu hramul „Sf. Ioan” (cod LMI BZ-II-m-B-02479.01)
- zidul de incintă (cod LMI BZ-II-m-B-02479.02)